# Arbejdet (1919-1921)
Arbejdet, grundlagt 1919, var et dansk dagblad, der blev udgivet seks gange om ugen frem til 1921. Avisen påbegyndt som ugeblad, der opslugte klassekampen. Gik op i Arbejderbladet ved forening med Solidaritet. Redaktionen bestod af typograferne  Ernst Christiansen (Partiformand) og Johs. Erwig (ansv.). Avisen var ejet af og blev udgivet af Danmarks Venstresocialistiske Parti, fra oktober 1920 Danmarks Kommunistiske Parti.

## Historie
Socialdemokratisk Ungdomsforbund vedtog d. 27-10-1919 efter længerevarige konflikter, at ophæve samarbejdet med Socialdemokratiet som protest mod dettes reformistiske politik. Deraf dannedes det Venstresocialistiske Arbejderparti bestående af størstedelen af Socialdemokratisk Ungdomsforbund samt rester af Socialistisk Arbejderparti og de uafhængige Socialdemokrater. Disse udgav Ugebladet A,som man foranlediget af den medbør for partiet, de urolige påskedage 1920 medførte, gjorde til dagblad. Både bladet og især partiet var uden succes, idet partiets katastrofalt ringe tilslutning (fik ved valgene i april og september 1920 henholdsvis 3.859 og 5.160 stemmer) havde indvirkning på bladet, der lededes som rent partiorgan. Da partiet i foråret 1921 efter indgreb fra 3. Internationale sluttedes sammen med den syndikalistiske fagopposition (se Solidaritet, nr. 208), lagdes også de to partiers aviser sammen. 

## Navnevarianter
- Arbejdet. Organ for Danmarks venstresocialistiske Parti (1919-1921)